# قشلاق ده‌نو
قشلاق ده‌نو، روستایی از توابع بخش جوکار شهرستان ملایر در استان همدان ایران است.

## جمعیت
این روستا در دهستان المهدی قرار دارد و براساس سرشماری مرکز آمار ایران در سال ۱۳۸۵، جمعیت آن 432نفر (۸۰خانوار) بوده‌است.